# Rachid Benhamadi
Rachid Benhamadi – algierski zapaśnik walczący w obu stylach. Zajął piętnaste miejsce na mistrzostwach świata w 1991. Srebrny i brązowy medalista igrzysk afrykańskich w 1991. Wicemistrz Afryki w 1988 i 1990 roku.